# عبدالحسین علی‌آبادی
عبدالحسین علی‌آبادی (۱۲۷۷–۱۳۶۶) حقوق‌دان، استاد دانشگاه، وکیل دادگستری و دادستان کل کشور بود. او در دولت محمد مصدق، عضو هیئت خلع ید از شرکت نفت ایران و انگلیس بود.

## زندگی‌نامه
عبدالحسین علی‌آبادی در سال ۱۲۷۷ خورشیدی به دنیا آمد. او پس از اتمام تحصیلات ابتدایی، مدرک لیسانس خود را از مدرسه حقوق و علوم سیاسی تهران دریافت کرد. سپس برای ادامه تحصیل به فرانسه رفت و موفق به اخذ دو مدرک دکترا در رشته‌های حقوق مدنی و فلسفه از دانشگاه پاریس شد.

## فعالیت‌های شغلی و سیاسی
علی‌آبادی پس از بازگشت به ایران، فعالیت‌های خود را در دادگستری آغاز کرد و تا مقام دادستان کل کشور پیش رفت. در دوران نخست‌وزیری محمد مصدق، او از همراهان وی در دیوان بین‌المللی دادگستری در لاهه بود و به عنوان عضو هیئت خلع ید از شرکت نفت ایران و انگلیس فعالیت داشت. او همچنین به تدریس در دانشکده حقوق و علوم سیاسی دانشگاه تهران و دانشکده پلیس اشتغال داشت.
برادر او، محمد سروری نیز از چهره‌های برجسته قضایی بود و برای مدتی ریاست دیوان عالی کشور را بر عهده داشت.

## حسینیه ارشاد
علی‌آبادی یکی از سه بنیان‌گذار اصلی حسینیه ارشاد در سال ۱۳۴۶، در کنار محمد همایون و ناصر میناچی بود. طبق وصیت‌نامه‌اش، اموال او پس از مرگ به حسینیه ارشاد وقف گردید.

## نقش در جلوگیری از اعدام آیت‌الله خمینی
بر اساس مصاحبه‌ای با حسن شریعتمداری، عبدالحسین علی‌آبادی در مقام دادستان کل کشور، در سال ۱۳۴۲ در جلوگیری از اعدام سید روح‌الله خمینی نقش کلیدی داشت. به گفته شریعتمداری، پس از سخنرانی تند خمینی علیه شاه و دستگیری او، خطر اعدام وی جدی بود. علی‌آبادی با مراجعه به سید محمدکاظم شریعتمداری، راهکاری حقوقی را پیشنهاد داد. این راهکار مبتنی بر اصلی در قانون اساسی مشروطه بود که برای مجتهدان طراز اول مصونیت قضایی قائل می‌شد و محاکمه آن‌ها را در دادگاه‌های عادی منع می‌کرد. در نهایت، با صدور گواهی اجتهاد خمینی توسط مراجع تقلید برجسته‌ای چون سید محمدکاظم شریعتمداری، سید شهاب‌الدین مرعشی نجفی و سید محمدرضا گلپایگانی، زمینه برای توقف روند محاکمه و آزادی او فراهم شد.

## تالیفات
- موازین قضایی هیئت عمومی دیوانعالی کشور: بخش آراء کیفری (۴ جلد)، نشر سهامی انتشار، شابک: ۹۶۴-۳۲۵-۱۵۸-۶
- گزیده رویه قضایی، آراء اصراری هیئت عمومی دیوان عالی کشور حقوقی، از سال ۱۳۴۱ تا ۱۳۵۲ (۲ جلد)، نشر گل مریم درخشان، شابک: ۹۶۴-۹۴۰۸۲-۵-۸
- حقوق جنائی: مقدمه - جرم - مسئولیت (۳ جلد)، نشر فردوسی، شابک: ۹۶۴-۸۳۴۷-۱۵-۸